# Atlas Mira

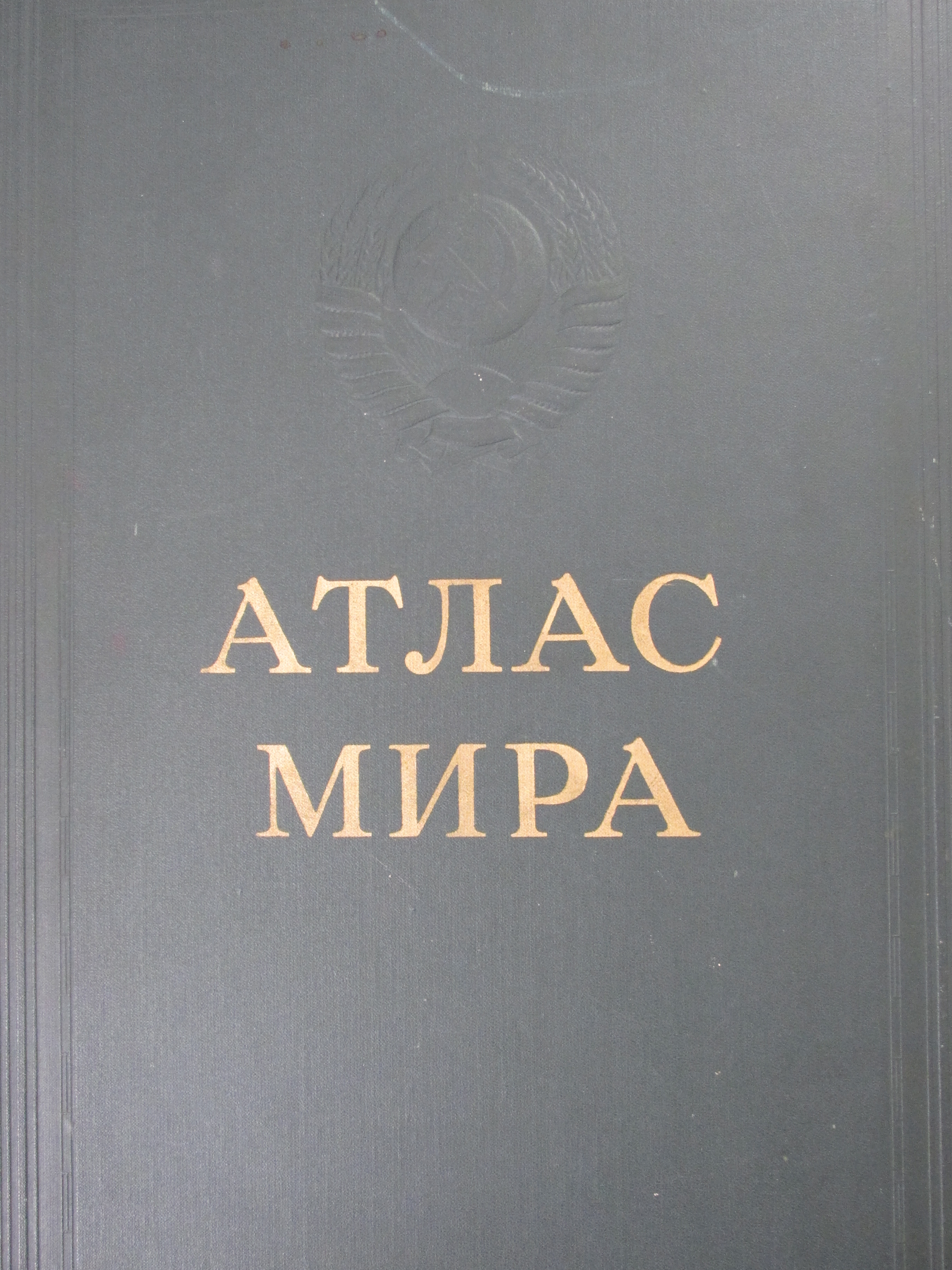
Atlas Mira, Ausgabe von 1967

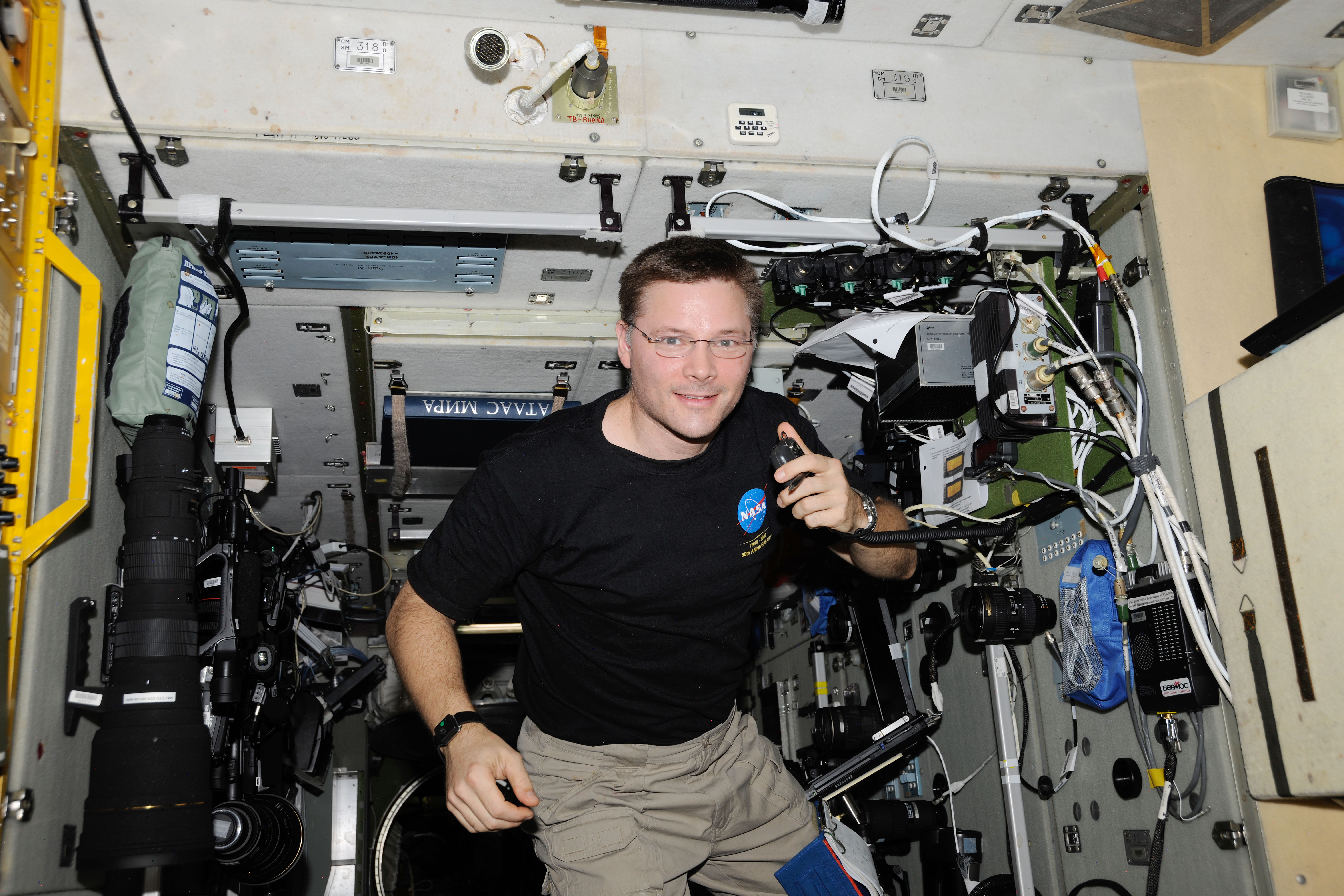
Blauer Einband von Atlas Mira an Bord der Raumstation ISS, hinter Astronaut Douglas Harry Wheelock

Der Atlas Mira, (russisch Атлас Мира) (deutsch „Weltatlas“) ist das größte sowjetische bzw. später russische Atlaswerk des 20. Jahrhunderts.
Die erste Ausgabe erschien 1954. Sie umfasst 283 Kartenseiten, die alle Bereiche der Welt in den Maßstäben 1: 20.000.000 und 1: 2.500.000 abbilden. Er hat ein sehr großes Format 50 × 34 × 7 cm für einen Handatlas.
Die zweite Ausgabe erschien 1967 jeweils in kyrillischer sowie in englischer Beschriftung (‚The World Atlas‘). Eine neue Auflage in den beiden Sprachen wurde 1999 publiziert.
Zum Atlas gehört auch ein eigenständiges Namensregister. Dort sind ca. 200.000 geographische Namen und Ortsnamen verzeichnet.
Der Atlas Mira galt zu seiner Zeit als ein Weltspitzenerzeugnis und Meisterwerk. 
Allerdings fielen deutschen Kartographen und amerikanischen Militärs bald Kartenverfälschungen auf. Um 1970 stellten sie systematische Verschiebungen von Ortschaften fest, so beispielhaft des Orts Logaschkino am Fluss Alaseja und von Salmi (Karelien).